# Pierre Durand (général)
Pour les articles homonymes, voir Pierre Durand et Durand.
 (octobre 2016).
Si vous disposez d'ouvrages ou d'articles de référence ou si vous connaissez des sites web de qualité traitant du thème abordé ici, merci de compléter l'article en donnant les références utiles à sa vérifiabilité et en les liant à la section « Notes et références ».
Pierre Durand est un cavalier français né le 15 décembre 1931 à Verdille (Charente) et mort le 2 octobre 2016, à Vivy (Maine-et-Loire), élève de l'École spéciale militaire de Saint-Cyr.

## Biographie
Pierre Durand entre à l’École d'application de l'arme blindée cavalerie en 1953, à sa sortie de l'École spéciale militaire de Saint-Cyr. Il est affecté comme sous-lieutenant au 5e régiment de Spahis à cheval. En 1954, son régiment est envoyé en Algérie pour participer à la lutte contre la rébellion. Il rentre en France en 1958 pour suivre un cours de perfectionnement équestre qui s'adressait à quelques officiers choisis pour renforcer le Cadre noir. Il servira comme sous-écuyer au Cadre noir jusqu'en 1960. Après la création de l'École Nationale d'Equitation qui a repris les activités du Cadre noir en 1972, il revient au Cadre noir en 1973 comme écuyer ; il devient écuyer en chef du Cadre noir de 1975 à 1984 puis directeur de l’École nationale d'équitation (ENE) de 1984 à 1988. Il accompagnera pendant ces deux responsabilités le passage du Cadre noir d'une situation très marquée par les exigences militaires à un véritable établissement de formation civile des cadres de l'équitation française. Défenseur de l'équitation de tradition française il s'efforcera d'ouvrir l'institution aux  écuyers reconnus de l'époque et d'encourager la recherche d'une équitation respectueuse de l'esprit des grands maîtres.
Pierre Durand est champion de concours complet et de saut d'obstacles, deux fois sélectionné aux Jeux olympiques.

## Grades lors de ses passages au Cadre Noir de Saumur / ENE
- Lieutenant à son arrivée en 1958
- Chef d'escadron de 1972-1973 à 1975-1976
- Lieutenant-colonel de 1976-1977 à 1983-1984
- Colonel de 1984 à 1988
- Général (2e section) lors de son départ en retraite

## Publications
- Pierre Durand, « Le Cadre noir », Revue historique des armées, no 249,‎ 2007 (lire en ligne)
- Pierre Durand, L'Équitation française, Actes Sud, 210 p.
- Pierre Durand, Le cadre noir du Colonel Margot, Janzé, Herissey, 2011, 136 p. (ISBN 978-2-914417-39-6)